# فنیمور (ویسکانسین)
فنیمور، ویسکانسین  (به انگلیسی: Fennimore) شهری در شهرستان گرنت ایالت ویسکانسین است که در سال ۱۹۱۹ بنیان‌گذاری شده‌است. این شهر طبق سرشماری سال ۲۰۱۰ میلادی ۲٬۴۹۷ نفر جمعیت داشته‌است.

## نگارخانه

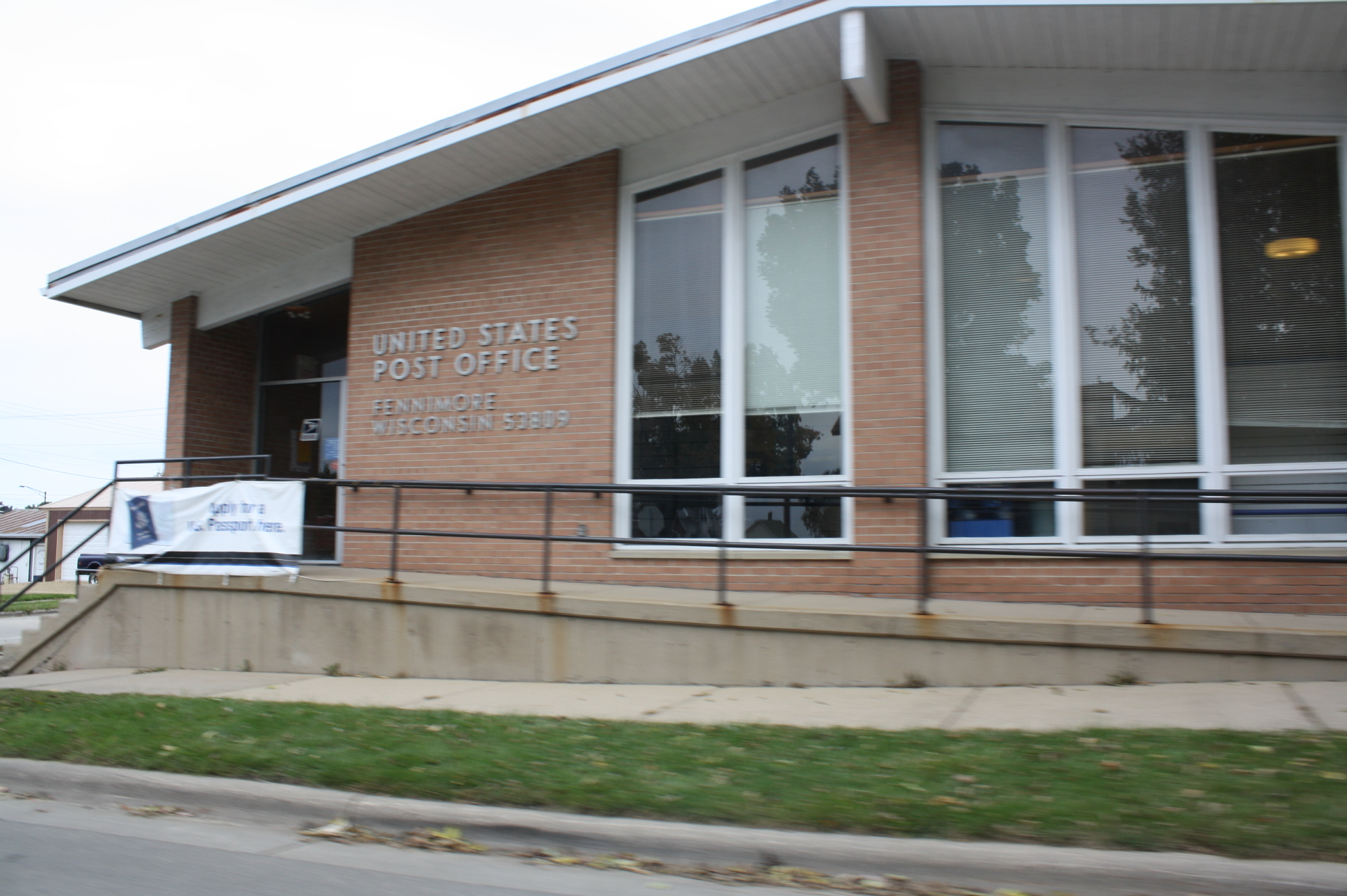
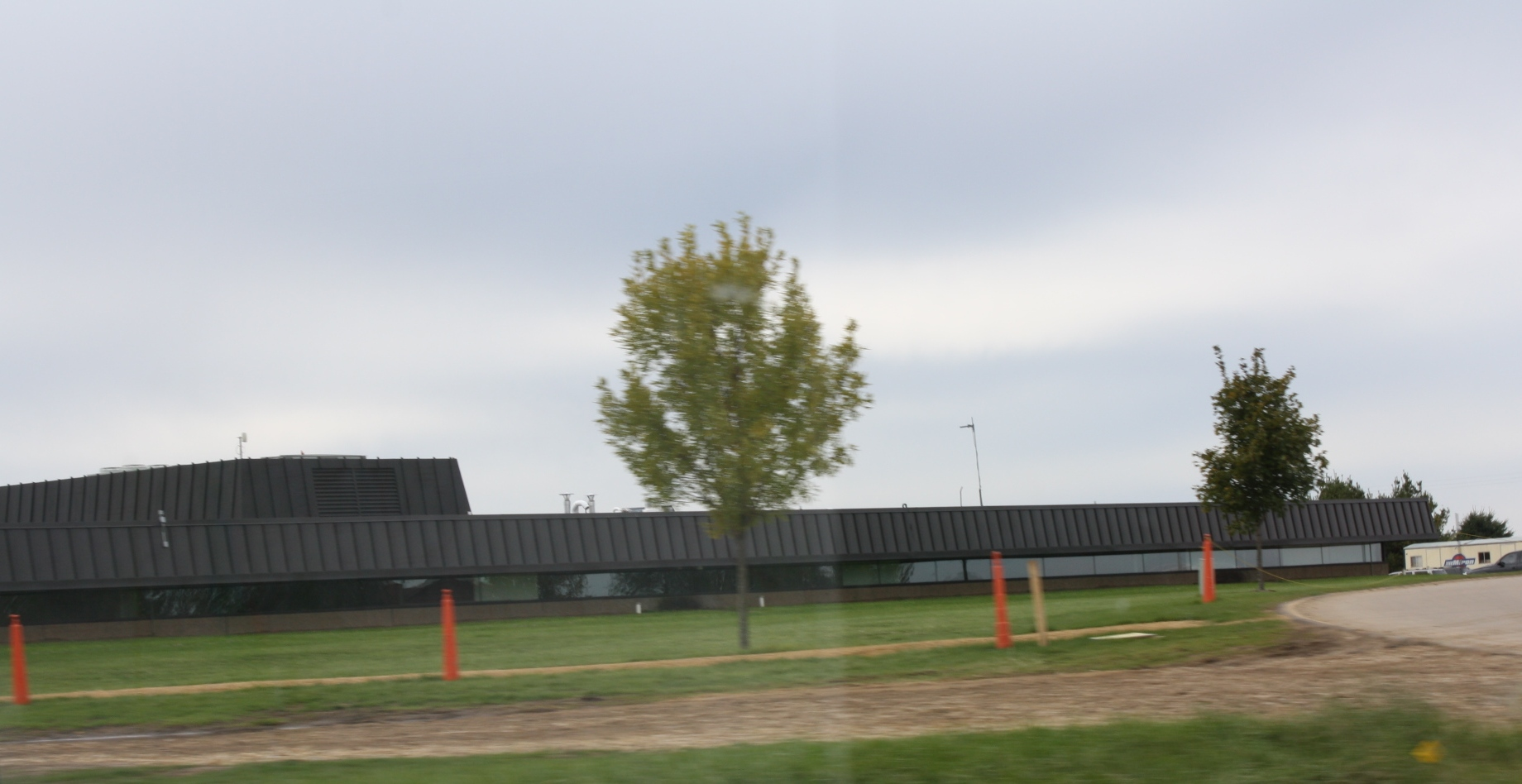
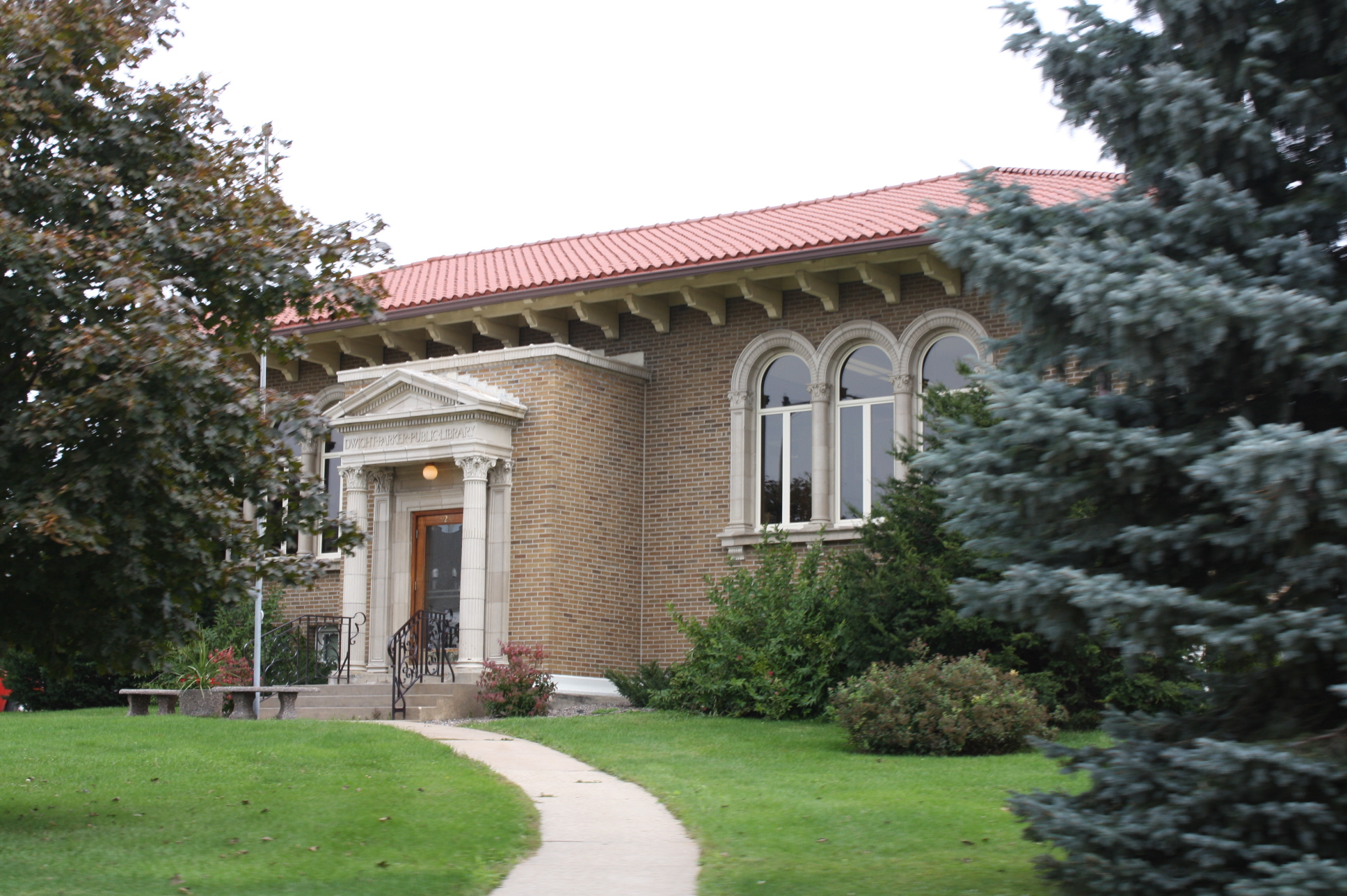
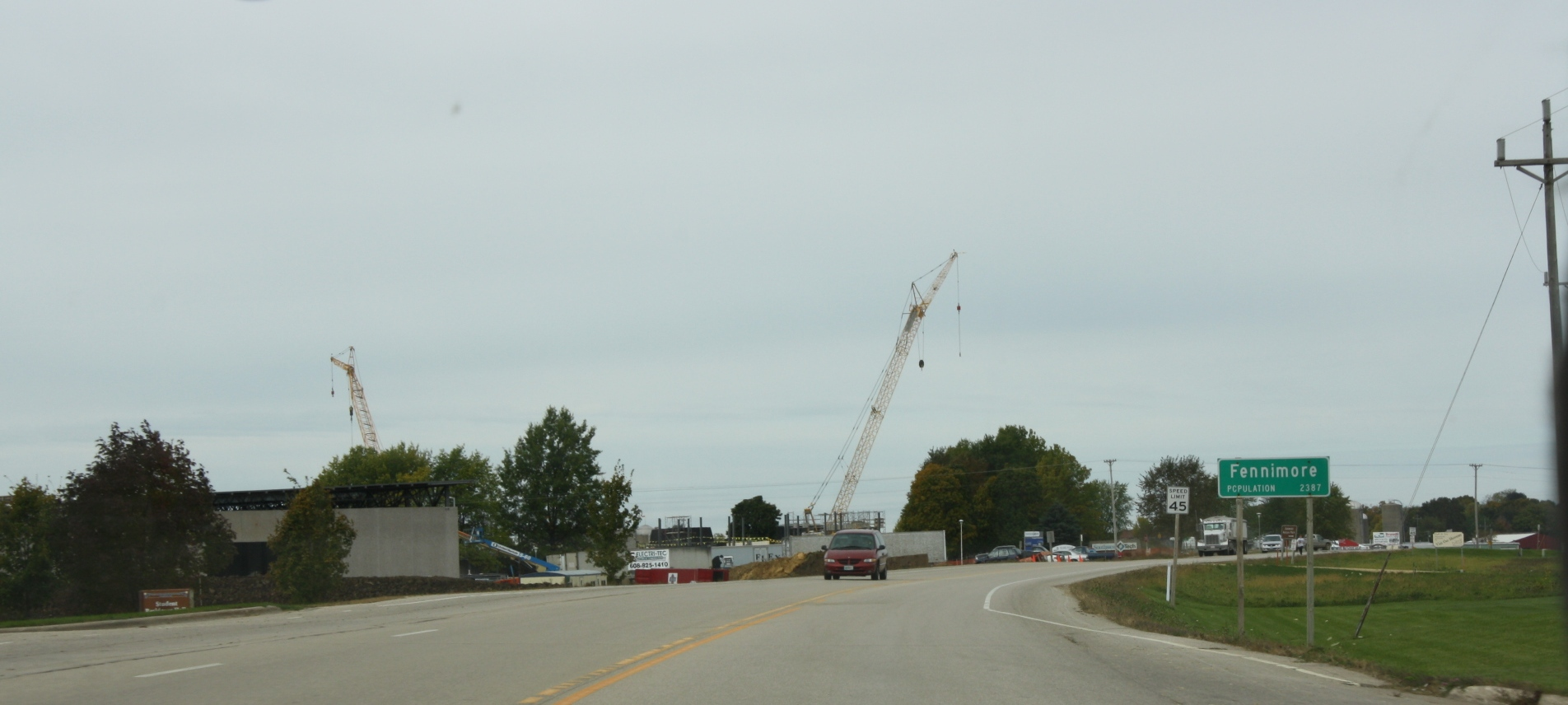
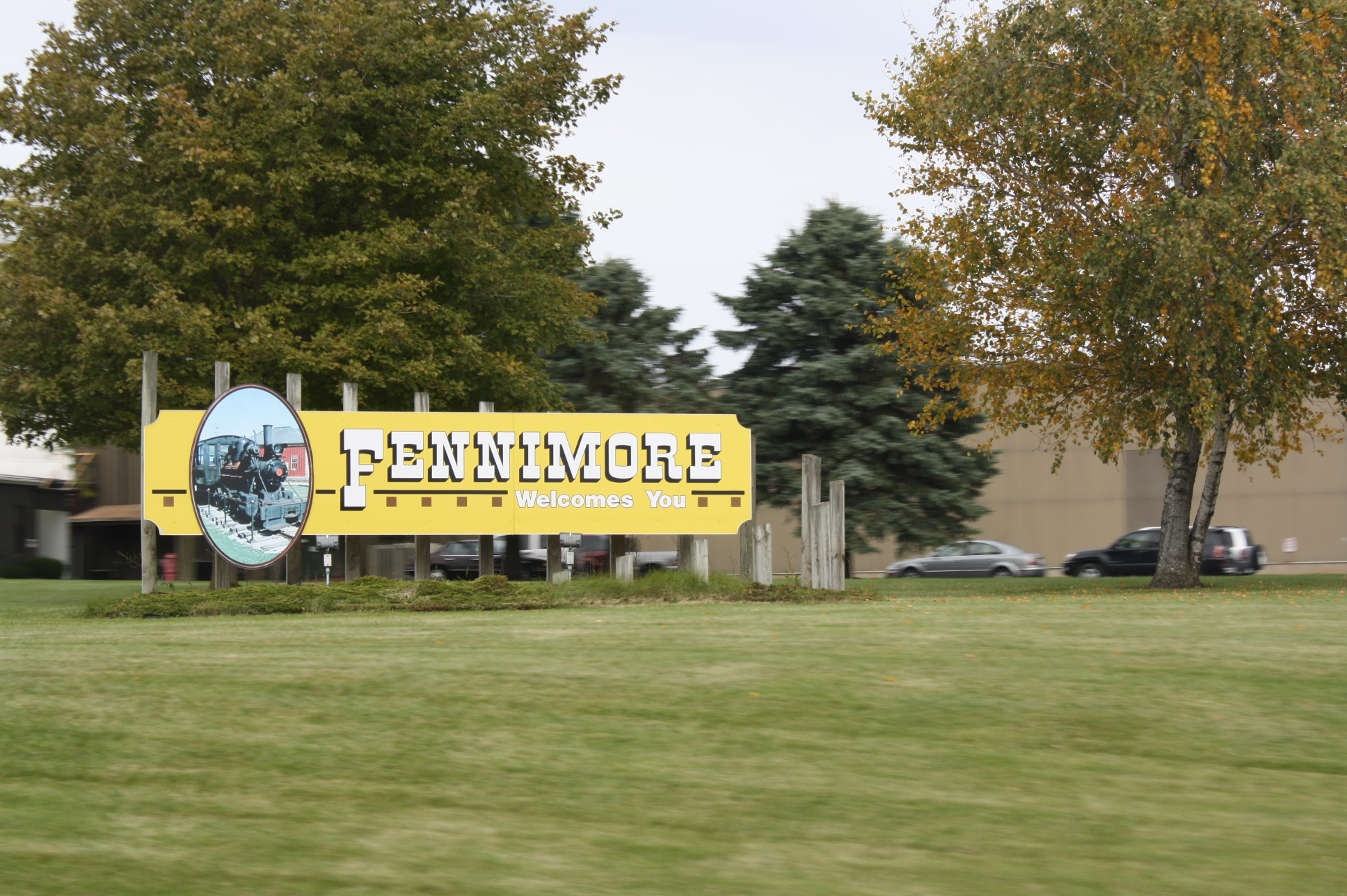
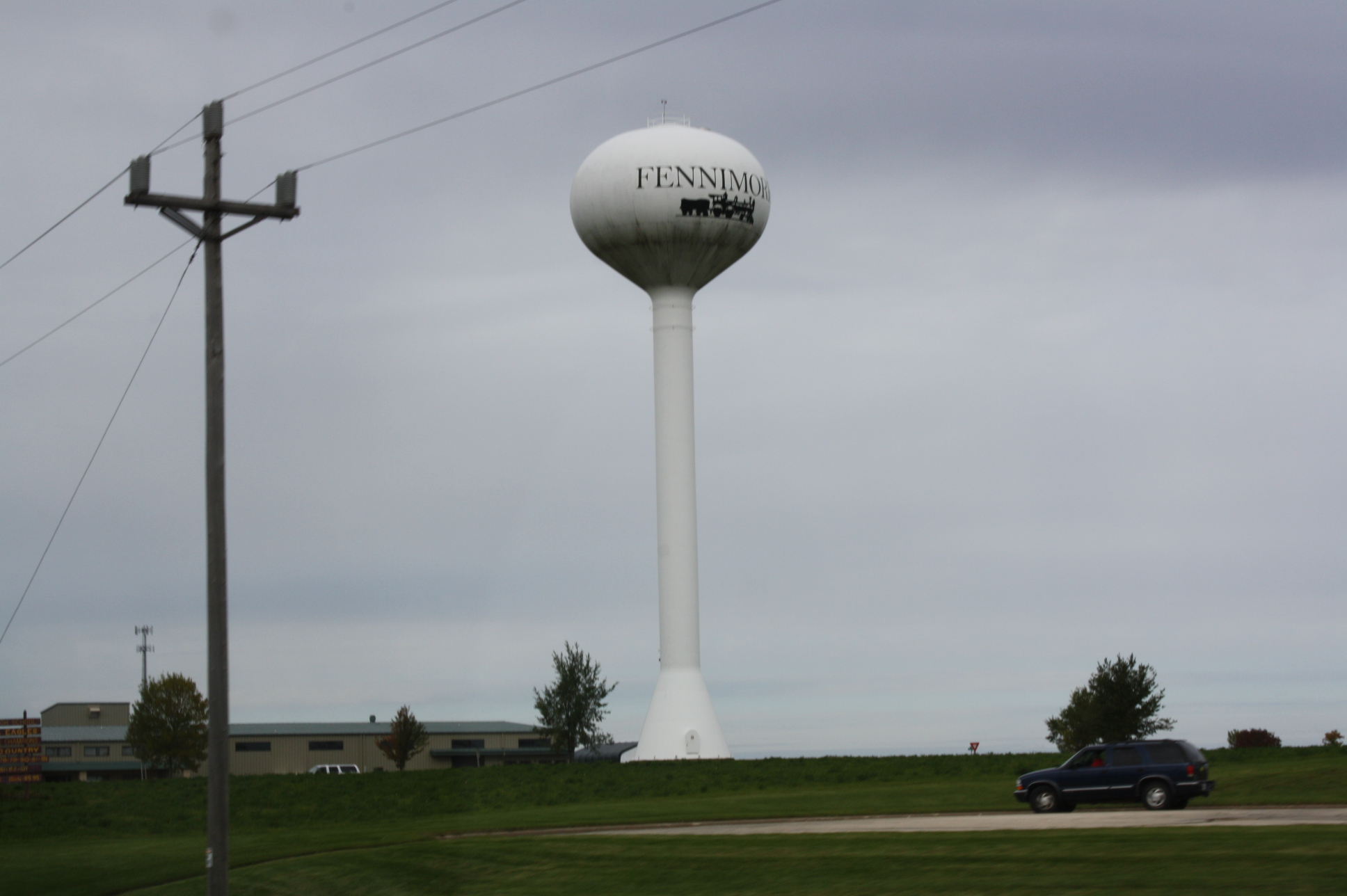